# Joaquín Sánchez
Joaquín Sánchez Rodríguez, född 21 juli 1981 i El Puerto de Santa María, mer känd endast som Joaquín, är en spansk före detta fotbollsspelare. 
Han har medverkat i två världsmästerskap och ett europamästerskap. Vid flytten från Real Betis till Valencia CF sågs Joaquin som en av de viktigaste spelarna i Valencias trupp. Joaquin är en ovanlig spelare som kan både springa ifrån sin markering och lura bort försvararna med sina finter. Dessutom besitter han fin spelförståelse och hans passningar och inlägg är av högsta klass.
Den 6 juni 2023 avslutade Joaquín sin fotbollskarriär. Det skedde efter en hyllningsmatch för Joaquín inför fullsatta läktare på fotbollsarenan Benito Villamarín i Sevilla. Real Betis mötte här ett lag med utvalda veteraner. Betis vann med 6−4 och Joaquín kunde göra två mål innan han lämnade planen efter första halvlek.